# Волжский автостроитель
«На заводе» (ранее выпускалась под названиями «Волжский автостроитель», «ВА») – городская газета города Тольятти, (АВТОВАЗ) созданная 1969 году, с 2017 года в составе (Лада медиа).

## История
Газета была основана и издается Волжским автомобильным заводом, являясь его печатным органом. Первый номер вазовской многотиражки вышел 9 августа 1969 года, она стала вторым изданием наряду с газетой «За коммунизм» выпускаемой Тольяттинским горисполкомом.
С самого начала издание ориентировалось на полный спектр задач, стоящих перед всем коллективом автозавода, и включалось в их решение наравне с другими подразделениями.
Газета «Волжский автостроитель», вела заводскую хронику, освещала новости главного конвейера, перспективы технического развития, задачи службы качества, профсоюзную жизнь - тематика корпоративного издания охватывала все заводские подразделения, а также поставщиков, дилеров, других партнеров АВТОВАЗа. Являлась информационным рупором для заводчан и жителей Автозаводского района города построенного «Волжским автомобильным заводом». Наряду с материалами о заводе и его людях, на страницах газеты освещались значимые события в жизни автомобильной столицы России, городские новости дополняли информацию о становлении и совершенствовании производства, об обеспечении качества выпускаемых автомобилей LADA.
Изначально редакция и типография заводской многотиражки располагалась на улице Победы 28, потом переехало на территорию завода в здание Управления лабораторно-исследовательскими работами (УЛИР-ВАЗа) Южное шоссе, 36 там же расположилась типография позднее переименованная в ООО «Двор печатный АВТОВАЗ».
Первые годы «Волжский автостроитель» выпускался в четыре черно-белых полосы форматом А4, тиражом – 3 тысячи экземпляров, периодичностью – 2 раза в неделю. С последующие годы тираж вырос до 13 тысяч экземпляров с периодичностью 5 раз в неделю, вырос формат до A3, объёмом от 4 до 8 полос, двухцветная, по праздникам и юбилеям – полноцветная. 30 января 2003г. вышел шеститысячный номер газеты
На АвтоВАЗе и его дочерних организациях газета распространялась бесплатно, для жителей города газета предлагалось в киосках Роспечать а также предлагалось оформить подписку.
На 2013 год тираж 13000 экз, газета вошла в многопрофильный вазовский медиохолдинг ООО «ЛАДА МЕДИА» – объединяющий в себе кабельное телевидение ВАЗ ТВ, радио «Голос Тольятти» и интернет.
29 декабря 2015 года вышел последний номер газеты «Волжский автостроитель» – последние два года газетой руководила Татьяна Клугман, под её руководством был изменён формат и логотип газеты, делались пробные выпуски на глянце.
На основании ст. 19.1 Федеральный Закон N 2124-1 «О средствах массовой информации» (ред. от 03.07.2016) запретил юридическим лицам с иностранным участием осуществлять деятельность в области СМИ. АВТОВАЗ, принадлежащий альянсу Renault Nissan отказался от содержания газеты, 80 % медиа холдинга «Лада медиа» проданы областному государственному ТРК Губерния, которое также отказалось от содержания издания.
В ноябре 2017 года газета вновь восстановлена и зарегистрирована в составе медиа холдинга ООО «Лада медиа» под руководством Ирины Денисовой. Тираж 6000 экз. на февраль 2018 г.
С января 2022 года газета переименована и зарегистрирована с новым названием «На заводе». Тираж 4516 экз. на сентябрь 2024 г.

### Главные редакторы
- Букатов Борис Михайлович (1971–1997)
- Осмолкин Михаил Николаевич (1997–2002)
- Присяжнюк Константин Григорьевич (2002–2014)
- Клугман Татьяна Николаевна (2014–2015)
- Мощенко Михаил Михайлович (2015–2020)
- Зулаев Николай Александрович (2020 – наст. вр.)